# 扁吻唇鼻鰻
扁吻唇鼻鰻為輻鰭魚綱鰻鱺目擬鯙科的其中一個種。

## 分布
本魚分布於印度太平洋區，包括琉球群島、台灣、夏威夷、南太平洋島嶼等海域。

## 深度
水深5至400公尺。

## 特徵
本魚無胸鰭，齒成圓錐狀，前上頷骨齒2列，成半圓形；上下頷骨齒1至2列，鋤骨齒為2列，摺於上頷齒下方。背鰭起點在鰓裂之後；臀鰭在肛門之稍後；肛門在體的1/2處。頭長為吻長的7.1倍；吻長為眼徑的1.5倍。體短，呈圓柱狀、尾端側扁。下頷稍長。舌固定，口裂約至眼之後緣。鰓裂小或中形。背鰭、臀鰭後端不升高。後鼻孔側位，成魚體側有斑紋。體長可達18公分。

## 生態
棲息於淺海至400公尺的砂泥質海底。

## 經濟利用
數量少，不具經濟價值。